# Sułomino
Sułomino [suwɔˈminɔ] (German Soldemin) là một ngôi làng thuộc khu hành chính của Gmina Wolin, thuộc quận Kamień, West Pomeranian Voivodeship, ở phía tây bắc Ba Lan. Nó nằm khoảng 6 kilômét (4 mi) phía tây của Wolin, 22 km (14 mi)  về phía tây nam Kamień Pomorski và 49 km (30 mi) phía bắc thủ đô khu vực Szczecin.
Làng có dân số 20 người.